# Азза Філалі
Азза Філалі (араб. عزة الفيلالي, фр. Azza Filali; нар. 1952, Туніс) — туніський лікар і письменниця, що пише французькою. Її романи та оповідання особливо відображають історію останніх років колоніалізму в Тунісі.

## Кар'єра
Азза Філалі народилася приблизно в 1952 році в Тунісі та отримала освіту в галузі гастроентерології. У 2012 році опублікувала роман «Уатан», що відображає епоху дореволюційного Тунісу 2008 року. За цю роботу отримала нагороду Golden Comar Awards у 2012 році.
У лютому 2012 року організувала колоквіум із Французьким інститутом, присвячений темам постреволюційного Тунісу. У 2014 році опублікувала Les Intranquilles, у якій розповідає історію на тлі туніської революції 2011 року. Її три жінки-героїні в Les Intranquilles були відображенням боротьби туніських жінок за свою свободу в період революції. Роман перероблений у 2015 році.
Окрім лікаря та письменника, Азза Філалі з 2011 року також брала участь у написанні кількох статей у ЗМІ. Вона є постійним автором газети La Presse de Tunisie.